# Rubus cotteswoldensis
Rubus cotteswoldensis är en rosväxtart som beskrevs av W. C. Barton och Riddelsdell. Rubus cotteswoldensis ingår i släktet rubusar, och familjen rosväxter. Inga underarter finns listade i Catalogue of Life.